# Liste des grandes-duchesses et des princesses de Russie
La liste des grandes-duchesses et des princesses de Russie regroupe les descendantes en ligne agnatique des empereurs de Russie ainsi que les épouses de leurs descendants mâles.
Issues de la maison Romanov, et de son héritière la maison de Holstein-Gottorp-Romanov, les grandes-duchesses de Russie (en russe : Великая Княжна / Velikaia Knazhna) sont les filles et les petites-filles des empereurs et des prétendants au trône ainsi que leurs belles-filles et belles-petites-filles. Elles portent le prédicat d'altesse impériale. 
Les princesses de Russie sont, quant à elles, les arrière-petites-filles des souverains et les épouses de leurs arrière-petits-fils. Elles arborent le prédicat d'altesse sérénissime.

## Grandes-duchesses de Russie de naissance

### Maison Romanov
| Portrait | Nom (dates)                                                       | Époux                                                    | Titres                                                                                         | Éléments biographiques | Armoiries |
| -------- | ----------------------------------------------------------------- | -------------------------------------------------------- | ---------------------------------------------------------------------------------------------- | --- | --------- |
|          | Anna Petrovna de Russie (27 janvier 1708 - 4 mars 1728)           | - Charles-Frédéric de Holstein-Gottorp (mariage en 1725) | - Tsarevna et grande-duchesse de Russie (1712-1725) - Duchesse de Holstein-Gottorp (1725-1728) | - Princesse de la Maison Romanov. Fille de Pierre Ier de Russie et de Catherine Ire de Russie. - Mère de Pierre III de Russie. |           |
|          | Élisabeth Ire de Russie (29 décembre 1709 - 5 janvier 1762)       |                                                          | - Grande-duchesse de Russie (1712-1741) - Tsarine de Russie (1741-1762)                        | - Princesse de la Maison Romanov. Fille de Pierre Ier de Russie et de Catherine Ire de Russie.                                 |           |
|          | Natalia Alexeïevna de Russie (21 juillet 1714 - 22 novembre 1728) |                                                          | - Grande-duchesse de Russie (1714-1728)                                                        | - Princesse de la Maison Romanov. Fille d'Alexis Petrovitch de Russie et de Charlotte de Brunswick-Lunebourg.                  |           |

### Maison de Mecklembourg-Schwerin
| Portrait | Nom (dates)                                                                                         | Époux                                                        | Titres                                                                                               | Éléments biographiques |
| -------- | --------------------------------------------------------------------------------------------------- | ------------------------------------------------------------ | --- | --- |
|          | Anna Leopoldovna de Russie née Élisabeth de Mecklembourg-Schwerin (18 décembre 1718 - 19 mars 1746) | - Antoine-Ulrich de Brunswick-Wolfenbüttel (mariage en 1739) | - Princesse de Brunswick-Wolfenbüttel (1739-1746) - Grande-duchesse et régente de Russie (1740-1741) | - Princesse de la Maison de Mecklembourg. Fille de Charles-Léopold de Mecklembourg-Schwerin et de Catherine Ivanovna de Russie. - Mère d'Ivan VI de Russie. |

### Maison de Holstein-Gottorp-Romanov
| Portrait | Nom (dates)                                                       | Époux                                                                                               | Titres | Éléments biographiques | Armoiries |
| -------- | ----------------------------------------------------------------- | --------------------------------------------------------------------------------------------------- | --- | --- | --------- |
|          | Alexandra Pavlovna de Russie (29 juillet 1783 - 4 mars 1801)      | - Joseph de Habsbourg-Lorraine (mariage en 1799)                                                    | - Grande-duchesse de Russie (1783-1799) - Archiduchesse d'Autriche et comtesse palatine de Hongrie (1799-1801) | - Princesse de la Maison de Holstein-Gottorp-Romanov. Fille de Paul Ier de Russie et de Sophie-Dorothée de Wurtemberg. |           |
|          | Hélène Pavlovna de Russie (24 décembre 1784 - 24 septembre 1803)  | - Frédéric-Louis de Mecklembourg-Schwerin (mariage en 1799)                                         | - Grande-duchesse de Russie (1784-1799) - Princesse héritière de Mecklembourg-Schwerin (1799-1803) | - Princesse de la Maison de Holstein-Gottorp-Romanov. Fille de Paul Ier de Russie et de Sophie-Dorothée de Wurtemberg. - Mère de Paul-Frédéric de Mecklembourg-Schwerin et de Marie-Louise de Mecklembourg-Schwerin. |           |
|          | Marie Pavlovna de Russie (16 février 1786 - 23 juin 1859)         | - Charles-Frédéric de Saxe-Weimar-Eisenach (mariage en 1804)                                        | - Grande-duchesse de Russie (1786-1804) - Princesse héritière de Saxe-Weimar-Eisenach (1804-1828) - Grande-duchesse de Saxe-Weimar-Eisenach (1828-1853)                                                                     | - Princesse de la Maison de Holstein-Gottorp-Romanov. Fille de Paul Ier de Russie et de Sophie-Dorothée de Wurtemberg. - Mère de Marie de Saxe-Weimar-Eisenach, d'Augusta de Saxe-Weimar-Eisenach et de Charles-Alexandre de Saxe-Weimar-Eisenach. |           |
|          | Catherine Pavlovna de Russie (10 mai 1788 - 9 janvier 1819)       | - Georges d'Oldenbourg (mariage en 1809) - Guillaume Ier de Wurtemberg (mariage en 1816)            | - Grande-duchesse de Russie (1788-1809) - Duchesse d'Oldenbourg (1809-1812) - Reine de Wurtemberg (1816-1819) | - Princesse de la Maison de Holstein-Gottorp-Romanov. Fille de Paul Ier de Russie et de Sophie-Dorothée de Wurtemberg. - Mère de Pierre Gueorguievitch d'Oldenbourg et de Sophie de Wurtemberg. |           |
|          | Olga Pavlovna de Russie (11 juillet 1792 - 15 janvier 1795)       | | - Grande-duchesse de Russie (1792-1795) | - Princesse de la Maison de Holstein-Gottorp-Romanov. Fille de Paul Ier de Russie et de Sophie-Dorothée de Wurtemberg. |           |
|          | Anna Pavlovna de Russie (18 janvier 1795 - 1er mars 1865)         | - Guillaume II des Pays-Bas (mariage en 1816)                                                       | - Grande-duchesse de Russie (1795-1816) - Princesse d'Orange (1816-1840) - Reine des Pays-Bas, grande-duchesse de Luxembourg et duchesse de Limbourg (1840-1849)                                                            | - Princesse de la Maison de Holstein-Gottorp-Romanov. Fille de Paul Ier de Russie et de Sophie-Dorothée de Wurtemberg. - Mère de Guillaume III des Pays-Bas, d'Alexandre des Pays-Bas, d'Henri d'Orange-Nassau et de Sophie des Pays-Bas. |           |
|          | Marie Nikolaïevna de Russie (18 août 1819 - 21 février 1876)      | - Maximilien de Leuchtenberg (mariage en 1839) - Grigori Alexandrovitch Stroganov (mariage en 1856) | - Grande-duchesse de Russie (1819-1839) - Duchesse de Leuchtenberg (1839-1852) - Comtesse Stroganov (1856-1876) | - Princesse de la Maison de Holstein-Gottorp-Romanov. Fille de Nicolas Ier de Russie et de Charlotte de Prusse. - Mère de Marie Maximilianovna de Leuchtenberg, de Nicolas Maximilianovitch de Leuchtenberg, d'Eugénie Maximilianovna de Leuchtenberg, d'Eugène Maximilianovitch de Leuchtenberg et de Georges Maximilianovtich de Leuchtenberg.                                     |           |
|          | Olga Nikolaïevna de Russie (11 septembre 1822 - 30 octobre 1892)  | - Charles Ier de Wurtemberg (mariage en 1846)                                                       | - Grande-duchesse de Russie (1822-1846) - Princesse héritière de Wurtemberg (1846-1864) - Reine de Wurtemberg (1864-1891)                                                                                                   | - Princesse de la Maison de Holstein-Gottorp-Romanov. Fille de Nicolas Ier de Russie et de Charlotte de Prusse. |           |
|          | Marie Mikhaïlovna de Russie (9 mars 1825 - 19 novembre 1846)      | | - Grande-duchesse de Russie (1825-1846) | - Princesse de la Maison de Holstein-Gottorp-Romanov. Fille de Michel Pavlovitch de Russie et de Charlotte de Wurtemberg. |           |
|          | Alexandra Nikolaïevna de Russie (24 juin 1825 - 10 août 1844)     | - Frédéric de Hesse-Cassel (mariage en 1844)                                                        | - Grande-duchesse de Russie (1825-1844) - Princesse de Hesse-Cassel (1844) | - Princesse de la Maison de Holstein-Gottorp-Romanov. Fille de Nicolas Ier de Russie et de Charlotte de Prusse. |           |
|          | Élisabeth Mikhaïlovna de Russie (26 mai 1826 - 28 janvier 1845)   | - Adolphe de Nassau (mariage en 1844)                                                               | - Grande-duchesse de Russie (1826-1844) - Duchesse de Nassau (1844-1845) | - Princesse de la Maison de Holstein-Gottorp-Romanov. Fille de Michel Pavlovitch de Russie et de Charlotte de Wurtemberg. |           |
|          | Catherine Mikhaïlovna de Russie (28 août 1827 - 12 mai 1894)      | - Georges-Auguste de Mecklembourg-Strelitz (mariage en 1851)                                        | - Grande-duchesse de Russie (1827-1851) - Duchesse de Mecklembourg-Strelitz (1851-1876) | - Princesse de la Maison de Holstein-Gottorp-Romanov. Fille de Michel Pavlovitch de Russie et de Charlotte de Wurtemberg. - Mère d'Hélène de Mecklembourg-Strelitz, de Georges-Alexandre de Meklembourg-Strelitz et de Charles-Michel de Meklembourg-Strelitz. |           |
|          | Alexandra Alexandrovna de Russie (30 août 1842 - 10 juillet 1849) | | - Grande-duchesse de Russie (1842-1849) | - Princesse de la Maison de Holstein-Gottorp-Romanov. Fille d'Alexandre II de Russie et de Marie de Hesse-Darmstadt. |           |
|          | Olga Constantinovna de Russie (3 septembre 1851 - 18 juin 1926)   | - Georges Ier de Grèce (mariage en 1867)                                                            | - Grande-duchesse de Russie (1851-1867) - Reine des Hellènes (1867-1913) - Régente de Grèce (1920) | - Princesse de la Maison de Holstein-Gottorp-Romanov. Fille de Constantin Nikolaïevitch de Russie et d'Alexandra de Saxe-Altenbourg. - Mère de Constantin Ier de Grèce, de Georges de Grèce, d'Alexandra de Grèce, de Nicolas de Grèce, de Marie de Grèce, d'André de Grèce et de Christophe de Grèce.                                                                               |           |
|          | Maria Alexandrovna de Russie (17 octobre 1853 - 24 octobre 1920)  | - Alfred Ier de Saxe-Cobourg-Gotha (mariage en 1874)                                                | - Grande-duchesse de Russie (1853-1874) - Duchesse d'Édimbourg, comtesse de Kent et d'Ulster (1874-1900) - Duchesse de Saxe-Cobourg-Gotha (1893-1900)                                                                       | - Princesse de la Maison de Holstein-Gottorp-Romanov. Fille d'Alexandre II de Russie et de Marie de Hesse-Darmstadt. - Mère d'Alfred de Saxe-Cobourg-Gotha, de Marie de Saxe-Cobourg-Gotha, de Victoria-Mélita de Saxe-Cobourg-Gotha, d'Alexandra d'Édimbourg et de Béatrice de Saxe-Cobourg et Gotha.                                                                               |           |
|          | Vera Constantinovna de Russie (16 février 1854 - 11 avril 1912)   | - Eugène de Wurtemberg (mariage en 1874)                                                            | - Grande-duchesse de Russie (1854-1874) - Duchesse de Wurtemberg (1874-1877) | - Princesse de la Maison de Holstein-Gottorp-Romanov. Fille de Constantin Nikolaïevitch de Russie et d'Alexandra de Saxe-Altenbourg. - Mère d'Elsa de Wurtemberg et d'Olga de Wurtemberg. |           |
|          | Anastasia Mikhaïlovna de Russie (28 janvier 1860 - 11 mars 1922)  | - Frédéric-François III de Mecklembourg-Schwerin (mariage en 1879)                                  | - Grande-duchesse de Russie (1860-1879) - Princesse héritière de Mecklembourg-Schwerin (1879-1883) - Grande-duchesse de Mecklembourg-Schwerin (1883-1897)                                                                   | - Princesse de la Maison de Holstein-Gottorp-Romanov. Fille de Michel Nikolaïevitch de Russie et de Cécile de Bade. - Mère d'Alexandrine de Mecklembourg-Schwerin, de Frédéric-François IV de Mecklembourg-Schwerin et de Cécilie de Mecklembourg-Schwerin. |           |
|          | Xenia Alexandrovna de Russie (6 avril 1875 - 20 avril 1960)       | - Alexandre Mikhaïlovitch de Russie (mariage en 1894)                                               | - Grande-duchesse de Russie (1875-1960) | - Princesse de la Maison de Holstein-Gottorp-Romanov. Fille d'Alexandre III de Russie et de Dagmar de Danemark. - Mère d'Irène Alexandrovna de Russie, d'Andreï Alexandrovitch de Russie, de Fiodor Alexandrovitch de Russie, de Nikita Alexandrovitch de Russie, de Dimitri Alexandrovitch de Russie, de Rostislav Alexandrovitch de Russie et de Vassili Alexandrovitch de Russie. |           |
|          | Hélène Vladimirovna de Russie (17 janvier 1882 - 13 mars 1957)    | - Nicolas de Grèce (mariage en 1902)                                                                | - Grande-duchesse de Russie (1882-1902) - Princesse de Grèce et de Danemark (1902-1957) | - Princesse de la Maison de Holstein-Gottorp-Romanov. Fille de Vladimir Alexandrovitch de Russie et de Marie de Mecklembourg-Schwerin. - Mère d'Olga de Grèce, d'Élisabeth de Grèce et de Marina de Grèce. |           |
|          | Olga Alexandrovna de Russie (13 juin 1882 - 24 novembre 1960)     | - Pierre Alexandrovitch d'Oldenbourg (mariage en 1901) - Nikolaï Koulikovsky (mariage en 1916)      | - Grande-duchesse de Russie (1882-1901) - Duchesse d'Oldenbourg (1901-1916) | - Princesse de la Maison de Holstein-Gottorp-Romanov. Fille d'Alexandre III de Russie et de Dagmar de Danemark. |           |
|          | Marie Pavlovna de Russie (18 avril 1890 - 13 décembre 1958)       | - Guillaume de Suède (mariage en 1908) - Sergueï Mikhailovitch Poutitiatine (mariage en 1917)       | - Grande-duchesse de Russie (1890-1908) - Duchesse de Södermanland (1908-1914) - Princesse Poutiatine (1917-1923) | - Princesse de la Maison de Holstein-Gottorp-Romanov. Fille de Paul Alexandrovitch de Russie et d'Alexandra de Grèce. - Mère de Lennart Bernadotte. |           |
|          | Olga Nikolaïevna de Russie (15 novembre 1895 - 17 juillet 1918)   | | - Grande-duchesse de Russie (1895-1918) | - Princesse de la Maison de Holstein-Gottorp-Romanov. Fille de Nicolas II de Russie et d'Alix de Hesse-Darmstadt. |           |
|          | Tatiana Nikolaïevna de Russie (10 juin 1897 - 17 juillet 1918)    | | - Grande-duchesse de Russie (1897-1918) | - Princesse de la Maison de Holstein-Gottorp-Romanov. Fille de Nicolas II de Russie et d'Alix de Hesse-Darmstadt. |           |
|          | Maria Nikolaïevna de Russie (26 juin 1899 - 17 juillet 1918)      | | - Grande-duchesse de Russie (1899-1918) | - Princesse de la Maison de Holstein-Gottorp-Romanov. Fille de Nicolas II de Russie et d'Alix de Hesse-Darmstadt. |           |
|          | Anastasia Nikolaïevna de Russie (18 juin 1901 - 17 juillet 1918)  | | - Grande-duchesse de Russie (1901-1918) | - Princesse de la Maison de Holstein-Gottorp-Romanov. Fille de Nicolas II de Russie et d'Alix de Hesse-Darmstadt. |           |
|          | Maria Kirillovna de Russie (2 février 1907 - 25 octobre 1951)     | - Frédéric-Charles de Leiningen (mariage en 1925)                                                   | - Princesse de Russie (1907-1924) - Grande-duchesse de Russie (1924-1925) - Princesse héritière titulaire de Linange (1925-1939) - Princesse titulaire de Linange (1939-1946)                                               | - Princesse de la Maison de Holstein-Gottorp-Romanov. Fille de Cyrille Vladimirovitch de Russie et de Victoria-Mélita de Saxe-Cobourg-Gotha. |           |
|          | Kira Kirillovna de Russie (9 mai 1909 - 8 septembre 1957)         | - Louis-Ferdinand de Prusse (mariage en 1938)                                                       | - Princesse de Russie (1909-1924) - Grande-duchesse de Russie (1924-1938) - Princesse héritière titulaire de Prusse et d'Allemagne (1938-1951) - Impératrice titulaire d'Allemagne et reine titulaire de Prusse (1951-1957) | - Princesse de la Maison de Holstein-Gottorp-Romanov. Fille de Cyrille Vladimirovitch de Russie et de Victoria-Mélita de Saxe-Cobourg-Gotha. - Mère de Louis-Ferdinand de Prusse. |           |

## Grandes-duchesses de Russie par mariage

### Maison de Holstein-Gottorp-Romanov
| Portrait | Nom (dates)                                                                      | Époux | Titres | Eléments biographiques | Armoiries |
| -------- | -------------------------------------------------------------------------------- | --- | --- | --- | --------- |
|          | Charlotte de Brunswick-Lunebourg (28 août 1694 - 2 novembre 1715)                | - Alexis Petrovitch de Russie (mariage en 1711)                                                                  | - Tsarevna et grande-duchesse de Russie (1711-1715) | - Princesse de la Maison de Brunswick. Fille de Louis-Rodolphe de Brunswick-Wolfenbüttel et de Christine-Louise d'Oettingen-Oettingen. - Mère de Natalia Alexeïevna de Russie et de Pierre II de Russie. |           |
|          | Catherine II de Russie née Sophie d'Anhalt-Zerbst (2 mai 1729 - 6 novembre 1796) | - Pierre III de Russie (mariage en 1745)                                                                         | - Tsarevna et grande-duchesse de Russie, duchesse de Holstein-Gottorp (1745-1762) - Impératrice consort de Russie (1762) - Tsarine de Russie (1762-1796)       | - Princesse de la Maison d'Ascanie. Fille de Christian-Auguste d'Anhalt-Zerbst et de son épouse Jeanne-Élisabeth de Holstein-Gottorp. - Mère de Paul Ier de Russie et d'Alexeï Grigorievitch Bobrinski. |           |
|          | Wilhelmine-Louise de Hesse-Darmstadt (25 juin 1755 - 15 avril 1776)              | - Paul Ier de Russie (mariage en 1773)                                                                           | - Tsarevna et grande-duchesse de Russie (1773-1776) | - Princesse de la Maison de Hesse. Fille de Louis IX de Hesse-Darmstadt et de Caroline de Palatinat-Deux-Ponts-Birkenfeld. |           |
|          | Sophie-Dorothée de Wurtemberg (25 octobre 1759 - 5 novembre 1828)                | - Paul Ier de Russie (mariage en 1776)                                                                           | - Tsarevna et grande-duchesse de Russie (1776-1796) - Impératrice de Russie (1796-1801)                                                                        | - Princesse de la Maison de Wurtemberg. Fille de Frédéric-Eugène de Wurtemberg et de Frédérique-Dorothée de Brandebourg-Schwedt. - Mère d'Alexandre Ier de Russie, de Constantin Pavlovitch de Russie, d'Alexandra Pavlovna de Russie, d'Hélène Pavlovna de Russie, de Marie Pavlovna de Russie, de Catherine Pavlovna de Russie, d'Olga Pavlovna de Russie, d'Anna Pavlovna de Russie, de Nicolas Ier de Russie et de Michel Pavlovitch de Russie. |           |
|          | Louise de Bade (24 janvier 1779 - 16 mai 1826)                                   | - Alexandre Ier de Russie (mariage en 1793)                                                                      | - Grande-duchesse de Russie (1793-1796) - Tsarevna et grande-duchesse de Russie (1796-1801) - Impératrice de Russie (1801-1825) - Reine de Pologne (1815-1825) | - Princesse de la Maison de Zähringen. Fille de Charles-Louis de Bade et d'Amélie de Hesse-Darmstadt. |           |
|          | Julienne de Saxe-Cobourg-Saalfeld (23 septembre 1781 - 15 août 1860)             | - Constantin Pavlovitch de Russie (mariage en 1796)                                                              | - Grande-duchesse de Russie (1796-1820) | - Princesse de la Maison de Wettin. Fille de François de Saxe-Cobourg-Saalfeld et d'Augusta Reuss d'Ebersdorf. |           |
|          | Charlotte de Prusse (13 juillet 1798 - 1er novembre 1860)                        | - Nicolas Ier de Russie (mariage en 1817)                                                                        | - Grande-duchesse de Russie (1817-1825) - Impératrice de Russie et reine de Pologne (1825-1855)                                                                | - Princesse de la Maison de Hohenzollern. Fille de Frédéric-Guillaume III de Prusse et de Louise de Mecklembourg-Strelitz. - Mère d'Alexandre II de Russie, de Marie Nikolaïevna de Russie, d'Olga Nikolaïevna de Russie, d'Alexandra Nikolaïevna de Russie, de Constantin Nikolaïevitch de Russie, de Nicolas Nikolaïevitch de Russie et de Michel Nikolaïevitch de Russie.                                                                        |           |
|          | Charlotte de Wurtemberg (9 janvier 1807 - 2 février 1873)                        | - Michel Pavlovitch de Russie (mariage en 1824)                                                                  | - Grande-duchesse de Russie (1824-1873) | - Princesse de la Maison de Wurtemberg. Fille de Paul-Charles de Wurtemberg et de Charlotte de Saxe-Hildburghausen. - Mère de Marie Mikhaïlovna de Russie, d'Élisabeth Mikhaïlovna de Russie et de Catherine Mikhaïlovna de Russie. |           |
|          | Marie de Hesse-Darmstadt (née le 8 août 1824 - 3 juin 1880)                      | - Alexandre II de Russie (mariage en 1841)                                                                       | - Tsarevna et grande-duchesse de Russie (1841-1855) - Impératrice de Russie et reine de Pologne (1855-1880)                                                    | - Princesse de la Maison de Hesse. Fille de Louis II de Hesse et de Wilhelmine de Bade. - Mère d'Alexandra Alexandrovna de Russie, de Nicolas Alexandrovitch de Russie, d'Alexandre III de Russie, de Vladimir Alexandrovitch de Russie, d'Alexis Alexandrovitch de Russie, de Maria Alexandrovna de Russie, de Serge Alexandrovitch de Russie et de Paul Alexandrovitch de Russie.                                                                 |           |
|          | Alexandra de Saxe-Altenbourg (8 juillet 1830 - 6 juillet 1911)                   | - Constantin Nikolaïevitch de Russie (mariage en 1848)                                                           | - Grande-duchesse de Russie (1848-1911) | - Princesse de la Maison de Wettin. Fille de Joseph de Saxe-Altenbourg et d'Amélie de Wurtemberg. - Mère de Nicolas Constantinovitch de Russie, d'Olga Constantinovna de Russie, de Vera Constantinovna de Russie, de Constantin Constantinovitch de Russie, de Dimitri Constantinovitch de Russie et de Viatcheslav Constantinovitch de Russie. |           |
|          | Alexandra Petrovna d'Oldenbourg (2 juin 1838 - 26 avril 1900)                    | - Nikolaï Nikolaïevitch de Russie (mariage en 1856)                                                              | - Grande-duchesse de Russie (1856-1900) - Moniale au monastère Pokrovsky de Kiev (1889-1900)                                                                   | - Princesse de la Maison d'Oldenbourg. Fille de Pierre Gueorguievitch d'Oldenbourg et de Thérèse de Nassau-Weilbourg. - Mère de Nicolas Nikolaïevitch de Russie et de Pierre Nikolaïevitch de Russie. |           |
|          | Cécile de Bade (20 septembre 1839 - 12 avril 1891)                               | - Michel Nikolaïevitch de Russie (mariage en 1857)                                                               | - Grande-duchesse de Russie (1857-1891) | - Princesse de la Maison de Zähringen. Fille de Léopold Ier de Bade et de Sophie de Suède. - Mère de Nicolas Mikhaïlovitch de Russie, d'Anastasia Mikhaïlovna de Russie, de Michel Mikhaïlovitch de Russie, de Georges Mikhaïlovitch de Russie, d'Alexandre Mikhaïlovitch de Russie, de Serge Mikhaïlovitch de Russie et d'Alexis Mikhaïlovitch de Russie.                                                                                          |           |
|          | Dagmar de Danemark (26 novembre 1847 - 13 octobre 1928)                          | - Alexandre III de Russie (mariage en 1866)                                                                      | - Tsarevna et grande-duchesse de Russie (1866-1881) - Impératrice de Russie et reine de Pologne (1881-1894)                                                    | - Princesse de la Maison de Glücksbourg. Fille de Christian IX de Danemark et de Louise de Hesse-Cassel. - Mère de Nicolas II de Russie, d'Alexandre Alexandrovitch de Russie, de Georges Alexandrovitch de Russie, de Xenia Alexandrovna de Russie, de Michel Alexandrovitch de Russie et d'Olga Alexandrovna de Russie. |           |
|          | Marie de Mecklembourg-Schwerin (14 mai 1854 - 6 septembre 1920)                  | - Vladimir Alexandrovitch de Russie (mariage en 1874)                                                            | - Grande-duchesse de Russie (1874-1920) | - Princesse de la Maison de Mecklembourg. Fille de Frédéric-François II de Mecklembourg-Schwerin et d'Augusta de Reuss-Köstritz. - Mère d'Alexandre Vladimirovitch de Russie, de Cyrille Vladimirovitch de Russie, de Boris Vladimirovitch de Russie, d'Andreï Vladimirovitch de Russie et d'Hélène Vladimirovna de Russie. |           |
|          | Élisabeth de Hesse-Darmstadt (1er novembre 1864 - 18 juillet 1918)               | - Serge Alexandrovitch de Russie (mariage en 1884)                                                               | - Grande-duchesse de Russie (1884-1918) - Mère supérieure du couvent Saintes-Marthe-et-Marie de Moscou (1910-1918)                                             | - Princesse de la Maison de Hesse. Fille de Louis IV de Hesse et d'Alice du Royaume-Uni. |           |
|          | Élisabeth de Saxe-Altenbourg (25 janvier 1865 - 24 mars 1927)                    | - Constantin Constantinovitch de Russie (mariage en 1884)                                                        | - Grande-duchesse de Russie (1884-1927) | - Princesse de la Maison de Wettin. Fille de Maurice de Saxe-Altenbourg et d'Augusta de Saxe-Meiningen. - Mère d'Ioann Konstantinovitch de Russie, de Gabriel Constantinovitch de Russie, de Tatiana Constantinovna de Russie, de Constantin Constantinovitch de Russie, d'Oleg Constantinovitch de Russie, d'Igor Constantinovitch de Russie, de Georges Constantinovitch de Russie et de Vera Constantinovna de Russie.                           |           |
|          | Militza de Monténégro (26 juillet 1866 - 5 septembre 1951)                       | - Pierre Nikolaïevitch de Russie (mariage en 1889)                                                               | - Grande-duchesse de Russie (1889-1951) | - Princesse de la Maison Petrović-Njegoš. Fille de Nicolas Ier de Monténégro et de Milena Vukotic. - Mère de Marina Petrovna de Russie, de Roman Petrovich de Russie et de Nadejda Petrovna de Russie. |           |
|          | Anastasia de Monténégro (23 décembre 1867 - 25 novembre 1935)                    | - Georges Maximilianovitch de Leuchtenberg (mariage en 1889) - Nicolas Nikolaïevitch de Russie (mariage en 1907) | - Duchesse de Leuchtenberg (1889-1906) - Grande-duchesse de Russie (1907-1935)                                                                                 | - Princesse de la Maison Petrović-Njegoš. Fille de Nicolas Ier de Monténégro et de Milena Vukotic. - Mère de Serge Georgevitch de Leuchtenberg. |           |
|          | Alexandra de Grèce (30 août 1870 - 24 septembre 1891)                            | - Paul Alexandrovitch de Russie (mariage en 1889)                                                                | - Princesse de Grèce et de Danemark (1870-1889) - Grande-duchesse de Russie (1889-1891)                                                                        | - Princesse de la Maison de Glücksbourg. Fille de Georges Ier de Grèce et d'Olga Constantinovna de Russie. - Mère de Marie Pavlovna de Russie et de Dimitri Pavlovitch de Russie. |           |
|          | Xenia Alexandrovna de Russie (6 avril 1875 - 20 avril 1960)                      | - Alexandre Mikhaïlovitch de Russie (mariage en 1894)                                                            | - Grande-duchesse de Russie (1875-1960) | - Princesse de la Maison de Holstein-Gottorp-Romanov. Fille d'Alexandre III de Russie et de Dagmar de Danemark. - Mère d'Irène Alexandrovna de Russie, d'Andreï Alexandrovitch de Russie, de Fiodor Alexandrovitch de Russie, de Nikita Alexandrovitch de Russie, de Dimitri Alexandrovitch de Russie, de Rostislav Alexandrovitch de Russie et de Vassili Alexandrovitch de Russie.                                                                |           |
|          | Marie de Grèce (20 février 1876 - 14 décembre 1940)                              | - Georges Mikhaïlovitch de Russie (mariage en 1900) - Periklis Ioannidis (mariage en 1922)                       | - Princesse de Grèce et de Danemark (1876-1900) - Grande-duchesse de Russie (1900-1922)                                                                        | - Princesse de la Maison de Glücksbourg. Fille de Georges Ier de Grèce et d'Olga Constantinovna de Russie. - Mère de Nina Georgievna de Russie et de Xenia Georgievna de Russie. |           |
|          | Victoria-Mélita de Saxe-Cobourg-Gotha (25 novembre 1876 - 2 mars 1936)           | - Ernest-Louis de Hesse (mariage en 1894) - Cyrille Vladimirovitch de Russie (mariage en 1905)                   | - Grande-duchesse de Hesse (1894-1901) - Grande-duchesse de Russie (1907-1936) - Épouse du prétendant au trône de Russie (1924-1936)                           | - princesse de la Maison de Saxe-Cobourg et Gotha. Fille d'Alfred Ier de Saxe-Cobourg-Gotha et de Maria Alexandrovna de Russie. - Mère d'Élisabeth de Hesse et du Rhin, de Maria Kirillovna de Russie, de Kira Kirillovna de Russie et de Vladimir Kirillovitch de Russie. |           |

## Princesses de Russie de naissance
| Portrait | Nom (dates)                                                       | Époux | Titres | Eléments biographiques |
| -------- | ----------------------------------------------------------------- | --- | --- | --- |
|          | Tatiana Constantinovna de Russie (23 janvier 1890 - 28 août 1979) | - Constantin Alexandrovitch Bragation-Moukhransky (mariage en 1911) - Alexandre Korotchenzov (mariage en 1921) | - Princesse de Russie (1890-1911) - Princesse Bragation-Moukhransky (1911-1915) - Abbesse au monastère de l'Ascension du Mont des Oliviers (1946-1979)                                                            | - Princesse de la Maison de Holstein-Gottorp-Romanov. Fille de Constantin Constantinovitch de Russie et d'Élisabeth de Saxe-Altenbourg. - Mère de Teymuraz Bagration et de Natasha Bagration.                                                 |
|          | Marina Petrovna de Russie (11 mars 1892 - 15 mai 1981)            | - Alexandre Galitzine (mariage en 1927)                                                                        | - Princesse de Russie (1892-1927) - Princesse Galitzine (1927-1973) | - Princesse de la Maison de Holstein-Gottorp-Romanov. Fille de Pierre Nikolaïevitch de Russie et de Militza de Monténégro. |
|          | Irina Alexandrovna de Russie (15 juillet 1895 - 26 février 1970)  | - Félix Ioussoupov (mariage en 1914)                                                                           | - Princesse de Russie (1895-1914) - Princesse Ioussoupov et comtesse Soumarokoff-Elston (1914-1967) | - Princesse de la Maison de Holstein-Gottorp-Romanov. Fille d'Alexandre Mikhaïlovitch de Russie et de Xenia Alexandrovna de Russie. - Mère d'Irina Ioussoupova.                                                                               |
|          | Nadejda Petrovna de Russie (3 mars 1898 - 21 avril 1988)          | - Nicolas Wladimirovitch Orloff (mariage en 1917)                                                              | - Princesse de Russie (1898-1917) - Princesse Orloff (1917-1940) | - Princesse de la Maison de Holstein-Gottorp-Romanov. Fille de Pierre Nikolaïevitch de Russie et de Militza de Monténégro. |
|          | Nina Georgievna de Russie (20 juin 1901 - 27 février 1974)        | - Paul Chavchavadze (mariage en 1922)                                                                          | - Princesse de Russie (1901-1922) - Princesse Chavchavadze (1922-1971) | - Princesse de la Maison de Holstein-Gottorp-Romanov. Fille de Georges Mikhaïlovtich de Russie et de Marie de Grèce. - Mère de David Chavchavadze.                                                                                            |
|          | Xenia Georgievna de Russie (22 août 1903 - 17 septembre 1965)     | - William B. Leeds Jr. (mariage en 1921) - Herman Jud (mariage en 1946)                                        | - Princesse de Russie (1903-1921) | - Princesse de la Maison de Holstein-Gottorp-Romanov. Fille de Georges Mikhaïlovtich de Russie et de Marie de Grèce. |
|          | Vera Constantinovna de Russie (24 avril 1906 - 11 janvier 2001)   | | - Princesse de Russie (1906-2001) | - Princesse de la Maison de Holstein-Gottorp-Romanov. Fille de Constantin Constantinovitch de Russie et d'Élisabeth de Saxe-Altenbourg. |
|          | Maria Kirillovna de Russie (2 février 1907 - 25 octobre 1951)     | - Frédéric-Charles de Leiningen (mariage en 1925)                                                              | - Princesse de Russie (1907-1924) - Grande-duchesse de Russie (1924-1925) - Princesse héritière titulaire de Linange (1925-1939) - Princesse titulaire de Linange (1939-1946)                                     | - Princesse de la Maison de Holstein-Gottorp-Romanov. Fille de Cyrille Vladimirovitch de Russie et de Victoria-Mélita de Saxe-Cobourg-Gotha.                                                                                                  |
|          | Kira Kirillovna de Russie (9 mai 1909 - 8 septembre 1957)         | - Louis-Ferdinand de Prusse (mariage en 1938)                                                                  | - Princesse de Russie (1909-1924) - Grande-duchesse de Russie (1924-1938) - Princesse héritière de Prusse et d'Allemagne (1938-1951) - Impératrice titulaire d'Allemagne et reine titulaire de Prusse (1951-1957) | - Princesse de la Maison de Holstein-Gottorp-Romanov. Fille de Cyrille Vladimirovitch de Russie et de Victoria-Mélita de Saxe-Cobourg-Gotha. - Mère de Louis-Ferdinand de Prusse.                                                             |
|          | Catherine Ivanovna de Russie (12 juillet 1915 - 13 mars 2007)     | - Ruggero Farace di Villaforesta (mariage en 1937)                                                             | - Princesse de Russie (1915-1937) - Marquise de Villaforesta (1937-1970) | - Princesse de la Maison de Holstein-Gottorp-Romanov. Fille de Ioann Konstantinovitch de Russie et d'Hélène de Serbie. - Mère de Nicoletta Farace di Villaforesta, de Fiammetta Farace di Villaforesta et de Giovanni Farace di Villaforesta. |

## Princesse de Russie par mariage
| Portrait | Nom (dates)                                          | Époux                                                | Titres                            | Eléments biographiques |
| -------- | ---------------------------------------------------- | ---------------------------------------------------- | --------------------------------- | --- |
|          | Hélène de Serbie (4 novembre 1884 - 16 octobre 1962) | - Ioann Konstantinovitch de Russie (mariage en 1911) | - Princesse de Russie (1911-1962) | - Princesse de la Dynastie Karađorđević. Fille de Pierre Ier de Serbie et de Zorka de Monténégro. - Mère de Vsevolod Ivanovitch de Russie et de Catherine Ivanovna de Russie. |